# Jaromír Klika
Jaromír Klika (* 26. Dezember 1888 in Prag; † 12. Mai 1957 in Leningrad) war ein tschechischer Botaniker und Pflanzensoziologe.
Er untersuchte die geografischen Verbreitung von Pflanzen und arbeitete auf den Gebieten der Geobotanik, der Mykologie, der Landschaftsökologie und des Naturschutzes.

## Leben
Klika habilitierte sich 1922 an der Tschechischen Technischen Universität Prag, Institut für Angewandte Botanik, dessen Direktor er wurde.
1931 wurde er dort Außerordentlicher Professor und 1945 Ordentlicher Professor.
Von 1947 bis 1948 war er Dekan an der Universität für Chemie und Technologie in Prag.
Ab 1951 war er Professor für Botanik an der Karls-Universität Prag.
Zunächst beschäftigte er sich mit Mykologie.
Dann wandte er sich der Geobotanik zu und übernahm die Methoden des Schweizer Botanikers Josias Braun-Blanquet in Montpellier.
Klika gehört zu den Begründern der tschechischen Pflanzensoziologie.
Er studierte die Vegetation des Böhmischen Mittelgebirges und des Křivoklátsko.
Klika arbeitete bei verschiedenen Vereinigungen zum Schutz der Natur und der heimatlichen Pflanzenwelt mit.
Er trat für die Gründung von Naturschutzgebieten im Riesengebirge, im Böhmerwald und im Böhmischen Mittelgebirge ein.
1928 veröffentlichte Klika einen Bestimmungsschlüssel und 1940 eine populärwissenschaftliche Schrift über geschützte Pflanzen seiner tschechischen Heimat.
Klika war Mitglied in- und ausländischer wissenschaftlicher Organisationen und Einrichtungen, darunter:
- Station internationale de géobotanique méditerranéenne et alpine de Montpellier
- Polskie Towarzystwo Botaniczne

1950 war Klika Vizepräsident der VIII. Sektion des VIII. Internationalen Botanischen Kongresses in Stockholm.

## Werke (Auswahl)
- Jaromír Klika: Příspěvek k poznání hub chřapáčovitých (Helvellacei) v Československu (Beitrag zur Kenntnis der Familie der Lorchelverwandten (Helvellacei) in der Tschechoslowakei), Praha, Královská česká společnost nauk, 1924.
- Jaromír Klika: O vzniku, vývoji a zániku života (Über den Ursprung, die Entwicklung und das Aussterben des Lebens), Praha, Sfinx, 1925.
- Jaromír Klika: Dendrologie. Část 1., Jehličnaté (Dendrologie. Teil 1, Nadelhölzer), Praha, Ministerstvo zemědělství, 1927.
- Jaromír Klika: Klíč k určování našich důležitých rostlin cévnatých samorostlých i pěstovaných (Der Schlüssel zur Bestimmung unserer wichtigen Gefäßpflanzen, Christophskräuter und Forste), Praha, Unie, 1928.
- Jaromír Klika: Dendrologie. Část 2., Listnáče (Dendrologie. Teil 2, Laubbäume), Praha, Ministerstvo zemědělství, 1930.
- Jaromír Klika: Příručka technické mikroskopie a nauky o zboží, s atlasem mikroskopického rozboru zboží (Technisches Handbuch der Mikroskopie und Wissenschaft der heimischen Pflanzen mit einem Atlas der heimischen Pflanzen), Praha, Typus, 1936.
- Jaromír Klika: Chráněné rostliny (Geschützte Pflanzen), Praha, Česká grafická unie, 1940, Illustrationen von František Procházka.
- Jaromír Klika: Naše stromy, stromkové slavnosti, význam a pořádání stromkových slavností, které stromy a keře máme vysazovati, péče o naše staré stromy (Unsere Bäume, bedeutende Baumschulen, die Bedeutung des Baumes für die Entwicklung der Bäume und Sträucher, die Pflege unserer Bäume), Praha, Svaz spolků pro okrašlování a ochranu domoviny, 1940.
- Jaromír Klika: Znáte naše stromy a keře? Klíč k určování dřevin se statí Bohumila Kavky o zahradních a parkových slozích (Kennen Sie unsere Bäume und Sträucher? Der Schlüssel zu Bäumen mit Essays von Bohumil Kavka, die Garten- und Park Stile), Praha, Česká grafická unie, 1942, Illustrationen von František Procházka.
- Jaromír Klika, Emil Hadač: Rostlinná společenstva střední Evropy (Pflanzengesellschaften Mitteleuropas), in čsp. Příroda, Praha 1944.
- Jaromír Klika: Chráníte naši přírodu? Kapitoly z ochrany přírody a krajiny (Schützen Sie unsere Natur? Kapitel über Natur- und Landschaftsschutz), Praha, Česká grafická unie, 1946.
- Jaromír Klika: Lesní dřeviny. Lesnická dendrologie (Waldbäume. Walddendrologie), Písek, Československá matice lesnická, 1947.
- Jaromír Klika: Plánujeme s přírodou. Metodika biologického průzkumu při plánování (Wir planen mit der Natur. Methodik der biologischen Erkundung in der Planung), Praha, Brázda, 1948.
- Jaromír Klika: Rostlinná sociologie. Fytocoenologie (Pflanzensoziologie. Phytosoziologie), Praha, Melantrich, 1948.
- Jaromír Klika, Karl Šiman, F. A. Novák, Bohumil Kafka: Jehličnaté (Nadelhölzer), Praha, Nakladatelství Československé akademie věd, 1953.
- Jaromír Klika, V. Novák, A. Gregor, S. Prát: Praktikum fytocenologie, ekologie, klimatologie a půdoznalství. Celostátní vysokoškolská učebnice (Praxis der Pflanzensoziologie, Ökologie, Klimatologie und Bodenkunde. Landesweites Universitätsbuch), Praha, Nakladatelství Československé akademie věd, 1954.
- Jaromír Klika: Nauka o rostlinných společenstvech, fytocenologie (Die Wissenschaft von den Pflanzengemeinschaften, Phytocoenology), Praha, Nakladatelství Československé akademie věd, 1955.[1]
- Jaromír Klika: K fytocenologii rašelinových a slatinných společenstev na Záhorské nížině: Phragmiteto-Magnocaricetea a Sphagno-Caricete fuscae (Phytozoenose der Torf- und Torfgemeinschaften in der Záhorská nížina: Phragmiteto-Magnocaricetea und Sphagno-Caricete fuscae)[2]